# تاكومي موتوهاشي
تاكومي موتوهاشي (باليابانية: 本橋 卓巳) (3 أغسطس 1982 في نيشي طوكيو في اليابان – )؛ هو لاعب كرة قدم ياباني سابق كان يلعب كلاعب وسط.

## وصلات خارجية
- تاكومي موتوهاشي على موقع رابطة كرة القدم اليابانية للمحترفين (اليابانية)
- تاكومي موتوهاشي على موقع قاعدة بيانات كرة القدم.إي يو (الإنجليزية)
- تاكومي موتوهاشي على موقع Soccerway.com (الإنجليزية)
- تاكومي موتوهاشي على موقع عالم كرة القدم.نت (الإنجليزية)